# 向精神薬取扱責任者
向精神薬取扱責任者（こうせいしんやくとりあつかいせきにんしゃ）とは、向精神薬の取扱の責任者。監督官庁に申請し、要件を満たしていると確認された場合に認められる。

## 概要
- 向精神薬取扱責任者は、向精神薬営業所において向精神薬を保管・管理を行う。

## 申請資格
- 薬剤師その他向精神薬を取り扱うにつき必要な知識経験を有する者として政令で定める者（麻薬及び向精神薬取締法第50条の20第3項）
- 麻薬及び向精神薬取締法第50条の20第3項の政令で定める者は、以下のいずれかに該当する者とする。（麻薬及び向精神薬取締法施行令第6条）
  - 学校教育法に基づく大学（短期大学を除く）、旧大学令に基づく大学（以下「旧制大学」という。）又は旧専門学校令に基づく専門学校（以下「旧専門学校」という。）において薬学又は化学に関する専門の課程を修了した者
  - 学校教育法に基づく高等学校、旧中等学校令に基づく中等学校又はこれらと同等以上の学校において薬学又は化学に関する科目を修めて卒業した後、向精神薬を輸入し、輸出し、製造し、製剤し、小分けし、若しくは譲り渡し、又は向精神薬に化学的変化を加えて向精神薬以外のものにする業務（次において「向精神薬の輸入等の業務」という。）に4年以上従事した者
  - 向精神薬の輸入等の業務に7年以上従事した者

## 申請先
- 向精神薬輸入業者、向精神薬輸出業者、向精神薬製造製剤業者又は向精神薬使用業者は厚生労働大臣（地方厚生局長に委任）に申請[1]
- 向精神薬卸売業者又は向精神薬小売業者は都道府県知事に申請[1]